# Bidi

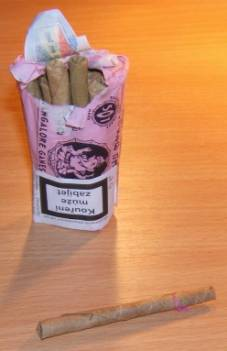
Balíček Mangalore Ganesh Beedies

Bídí (z hindského बीड़ी - bīṛī, vyslovuje se [biːɽiː], v Indii také známé jako biri, beadi, beedie) jsou tenké, často přichucené, indické cigarety z tabáku baleného v listu tendu (také temburini nebo kendu, druh ebenu - Diospyros melanoxylon roxb.). Na užším konci jsou zajištěná barevnou nitkou proti rozmotání.

## Kouření a jeho škodlivost
Protože nemají filtr a jsou baleny v neprodyšném listu, musí se kouřit rychleji než cigarety, aby nezhasly. Z jednoho beedieska se uvolní více oxidu uhelnatého, dehtu a nikotinu než z běžné cigarety. Kuřák je tak vystaven vyššímu riziku vzniku rakoviny. Obsah tabáku je 10-20 %, na druhou stranu na rozdíl od cigaret neobsahují žádné přídavné chemické látky ani papír (mj. mnoho lidí kouří beedies podobným způsobem jako doutník, čili bez šlukování).
Pozor- zdroj www.drogovaporadna.cz uvádí:
Tzv. eukalyptové cigarety (indické cigarety Bee Dees), jsou tvořené tabákovým, nikoli eukalyptovým listem, jak si mnoho jejich uživatelů myslí, takže u nich jsou stejná rizika jako u kouření jiných tabákových cigaret.

## Rozšíření
Bídí jsou díky své ceně velmi populární mezi chudými lidmi v Bangladéši, Pákistánu, Afghánistánu, Srí Lance, Kambodži, Nepálu a Indii, kteří si nemohou dovolit normální cigarety. Průměrná cena jednoho balení na indickém trhu je zhruba 5 českých korun. V Indii se jich ročně vykouří asi 800 miliard.
Jejich balení je důležitou složkou venkovského průmyslu v Indii, balení je velmi podobné ručnímu balení cigaret.

## Rozšíření v Česku
V Česku momentálně beedies nejsou k dostání kvůli byrokratickým sporům o jejich danění.[zdroj?] Běžně byly k dostání v čajovnách nebo větších trafikách a obchodech s tabákovými výrobky po 50–60 korunách za balíček po cca 25 kusech.